# Johnius
Johnius là một chi cá trong họ cá lù đù Sciaenidae thuộc bộ cá vược Perciformes, chi cá này được mô tả vào năm 1793. Trong số đó, có loài cá đù uốp Johnius belangerii, là loài cá có giá trị kinh tế và được khai thác quanh năm.

## Các loài
Hiện hành, chi cá này có các loài sau:
- Johnius amblycephalus (Bleeker, 1855)
- Johnius australis (Günther, 1880)
- Johnius belangerii (Cuvier, 1830)
- Johnius borneensis (Bleeker, 1851)
- Johnius cantori Bleeker, 1874
- Johnius carouna (Cuvier, 1830)
- Johnius carutta Bloch, 1793
- Johnius coitor (Hamilton, 1822)
- Johnius distinctus (Tanaka, 1916)
- Johnius dorsalis (Peters, 1855)
- Johnius fasciatus Chu, Lo & Wu, 1963
- Johnius fuscolineatus (von Bonde, 1923)
- Johnius gangeticus Talwar, 1991
- Johnius glaucus (Day, 1876)
- Johnius goldmani (Bleeker, 1854)
- Johnius grypotus (Richardson, 1846)
- Johnius heterolepis Bleeker, 1873
- Johnius hypostoma (Bleeker, 1853)
- Johnius laevis Sasaki & Kailola, 1991
- Johnius latifrons Sasaki, 1992
- Johnius macropterus (Bleeker, 1853)
- Johnius macrorhynus (Mohan, 1976)
- Johnius mannarensis Mohan, 1971
- Johnius novaeguineae (Nichols, 1950)
- Johnius novaehollandiae (Steindachner, 1866)
- Johnius pacificus Hardenberg, 1941
- Johnius philippinus Sasaki, 1999
- Johnius plagiostoma (Bleeker, 1849)
- Johnius trachycephalus (Bleeker, 1851)
- Johnius trewavasae Sasaki, 1992
- Johnius weberi Hardenberg, 1936
- Johnius dussumieri (Cuvier, 1830)
- Johnius elongatus Lal Mohan, 1976
- Johnius majan Iwatsuki, Jawad & Al-Mamry, 2012